# Claire Lepère
Claire Lepère (geboren als Klara Lepère 27. November 1892 in Limburg an der Lahn; gestorben 9. August 1956 in Zürich) war eine deutsch-schweizerische Schriftstellerin.

## Leben
Claire Lepère war mit dem Journalisten und sozialistischen Politiker Richard Kleineibst (1886–1976) verheiratet, Richard hatte den Sohn Wolfgang Wasow aus einer vorherigen Beziehung. Nach der Machtübergabe an die Nationalsozialisten 1933 flohen sie in die Schweiz. Klara Kleineibst wurde am 24. Juni 1939 zusammen mit ihrem Mann und dessen Sohn aus dem Deutschen Reich ausgebürgert. Sie erhielt 1950 das Schweizer Bürgerrecht.
Lepère veröffentlichte zwei Romane.

## Werke
- Zwischenspiel: Roman. Schutzumschlag Eugen Früh[3]. Zürich: Oprecht, 1937.
- Frau Blanche und ihr Vermächtnis. Roman. Zürich: Büchergilde Gutenberg, 1948.